# Klobbabergen
Klobbabergen är kullar i Åland (Finland). De ligger i den nordvästra delen av landskapet, 25 km norr om huvudstaden Mariehamn. Klobbabergen ligger på ön Fasta Åland.
I omgivningarna runt Klobbabergen växer i huvudsak barrskog. Runt Klobbabergen är det glesbefolkat, med 19 invånare per kvadratkilometer.